# Dinar yougoslave
Le dinar yougoslave est l'ancienne unité monétaire du royaume des Serbes, Croates et Slovènes, du royaume de Yougoslavie puis de la Yougoslavie, de 1920 à 2003. Le dinar était divisé en 100 paras.

## Histoire de la monnaie yougoslave
Le dinar, en serbe « динар », provient de l'ancienne monnaie romaine le denarius du IIIe siècle, qui donna le denier en français.
Sous le règne du souverain serbe Stefan Ier Nemanjić, en 1214, apparaît une monnaie d'argent appelée dinar hérité de l'Empire romain, du système carolingien et des royaumes arabes. Le royaume du Portugal commença d'émettre quelques décennies plus tôt le dinheiro.
Le dinar yougoslave est créé en 1920, remplaçant l'éphémère couronne yougoslave, monnaie du royaume des Serbes, Croates et Slovènes, au taux de 4 couronnes pour un dinar.
Durant la Seconde Guerre mondiale, après l'invasion de 1941, les nazis et leurs collaborateurs abandonnent le dinar, symbole du pouvoir serbe sur le pays. Le pays fut divisé en plusieurs entités et le dinar yougoslave fut conservé en tant que dinar serbe uniquement en Serbie, et remplacé par la kuna croate dans l'État indépendant de Croatie, par la lire italienne dans la zone occupée par les Italiens (au Monténégro et dans une partie de la Slovénie), par le reichsmark dans la Slovénie occupée par les troupes allemandes, par le pengő hongrois dans la zone d'occupation hongroise, par le lev bulgare dans la zone d'occupation bulgare et par le Lek albanais dans le Kosovo occupé par les Albanais.
Lors de la libération de la Yougoslavie en 1945, le gouvernement de Tito rétablit le dinar yougoslave comme unité monétaire dans tout le pays.
Le dinar yougoslave resta l'unité monétaire de la république fédérative populaire de Yougoslavie de 1945 à 1963 et de la république fédérative socialiste de Yougoslavie de 1963 à 1992. La monnaie divisionnaire est le para.
En 1991, les républiques de Croatie, de Slovénie et de Macédoine firent sécession. En 1992, la Bosnie-Herzégovine quitte également la fédération yougoslave. De nouvelles unités monétaires furent mises en place, le dinar croate, le tolar slovène, le denar macédonien et le dinar de Bosnie-Herzégovine.
La Serbie et le Monténégro formèrent la république fédérale de Yougoslavie. Le 2 novembre 1999, le Monténégro abandonna le dinar yougoslave pour adopter le deutsche mark comme unité monétaire officielle. La république fédérale de Yougoslavie fut dissoute et renommée Communauté d'États Serbie-et-Monténégro en 2003. La Serbie-et-Monténégro se sépara en deux états totalement indépendants le 3 juin 2006 après la proclamation de l'indépendance du Monténégro par référendum en 2006. La Serbie, hors Kosovo, choisit de garder le dinar comme nouvelle unité monétaire, renommée dinar serbe, tandis que le Monténégro et le Kosovo adoptaient l'euro.

### L'hyperinflation des années 1990
Au début des années 1990, la Yougoslavie connut une période d'hyperinflation. Le gouvernement yougoslave prit différentes mesures dont la création d'un nouveau dinar valant un million d'anciens dinars. La valeur du dinar continua néanmoins à dégringoler par rapport aux autres monnaies. C'est ainsi que la valeur du dinar par rapport au mark allemand évoluait de la façon suivante :
- 12 novembre 1993 : 1 DEM = 1 million de nouveaux dinars
- 24 novembre 1993 : 1 DEM = 6,5 millions de nouveaux dinars
- 30 novembre 1993 : 1 DEM = 37 millions de nouveaux dinars
- 11 décembre 1993 : 1 DEM = 800 millions de nouveaux dinars
- 15 décembre 1993 : 1 DEM = 3,7 milliards de nouveaux dinars
- 29 décembre 1993 : 1 DEM = 950 milliards de nouveaux dinars

Le 6 janvier 1994, le gouvernement yougoslave déclara le Deutsche mark monnaie officielle en Yougoslavie.
Un nouveau nouveau dinar valant un milliard de nouveaux dinars fut mis en place, sans aucun impact sur l'inflation. En effet, l'hyperinflation continua :
- 11 janvier 1994 : 1 DEM = 80 000 nouveaux nouveaux dinars
- 13 janvier 1994 : 1 DEM = 700 000 nouveaux nouveaux dinars
- 19 janvier 1994 : 1 DEM = 10 millions de nouveaux nouveaux dinars

Le 24 janvier 1994, le gouvernement créa le super dinar valant dix millions de nouveaux nouveaux dinars.